# Takamanda Nationalpark
Takamanda Nationalpark er et beskyttet område i regionen Sud-Ouest (Sydvest) i Cameroun, ved grænsen til Nigeria. Den blev oprettet i 2008 for at beskytte den truede Cross River-gorilla (en).
Et ældre beskyttet område, Takamanda Skovreservat, blev etableret i 1934 med et areal på 675,99 km2. Parken  omfatter omkring 43 landsbyer, og i år 2000 boede der omkring 16.000 mennesker i dem.
Parken har en stor biodiversitet, med mange forskellige dyr, bl.a. adskillige abearter, vildsvin, små antiloper og mange fuglearter.

## Historie
Allerede i 1997 begyndte Jacqueline L. Groves sine første studier af gorillaerne i Takamanda Skovreservat. Ifølge deres undersøgelse var der omkring 100 dyr i Takamanda Skovreservat i 1999.
I 2006 talte miljøorganisationer for fælles handling fra de lande, hvor Cross River-gorillaerne forekommer. Wildlife Conservation Society var involveret i etableringen af nationalparken i 2008. Hun udtrykte håb om, at anlægget ville reducere gorillajagt og skovrydning – begge faktorer, der har ført til truslen mod Cross River-gorillaerne.